# Wu Yi de Shang

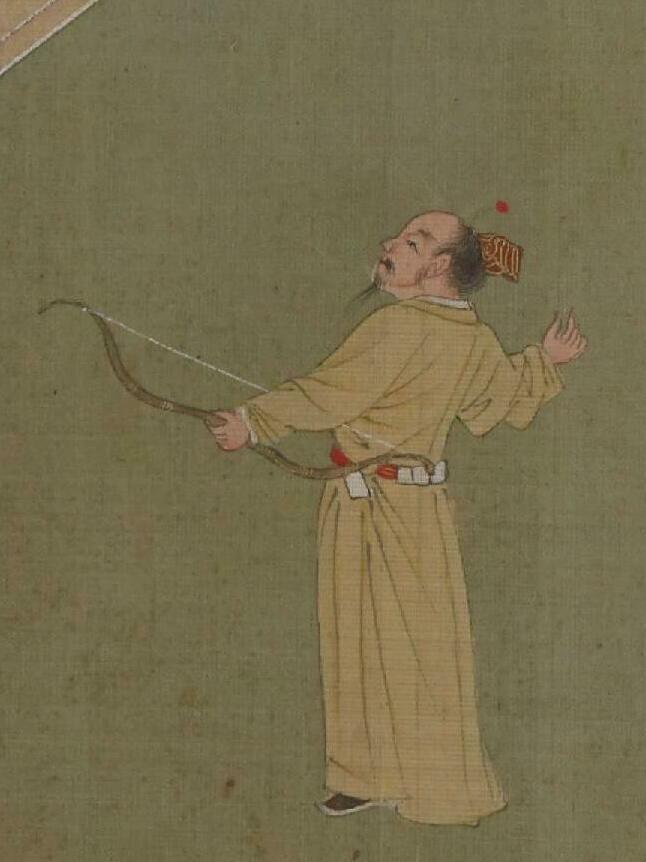
Un ukiyo-e mostrando a Wu Yi de Shang sosteniendo un arco

Wu Yi (武乙) fue un rey de China de la dinastía Shang, durante el período 1147-1112 a. C. Su nombre era Qu (瞿). De acuerdo con los Anales de Bambú, su capital era Yin Xu. Fue hijo de su predecesor, Geng Din, y padre de Wen Ding.
En el año 21 de su reinado, murió el noble Koufu, de la dinastía Zhou.
En el año 34 de su reinado, el rey Ji de Zhou vino a la capital, a participar en  el culto, y fue recompensado con 30 piezas de jade, y 10 caballos.
En el año 35 de su reinado, Ji atacó a los Guifang (鬼戎) en Xiluo (西落). Según Sima Qian, capturó a 20 reyes de esta tribu. En el mismo año, Wu Yi fue a cazar entre los ríos Amarillo y Wei, y fue muerto por un rayo. De acuerdo con el  Clásico de historia, esto fue un castigo por la grave impiedad de Wu Yi.